# Équipe du Pérou féminine de hockey sur gazon
Maillots
L'équipe du Pérou féminine de hockey sur gazon représente le Pérou dans le hockey sur gazon international féminin et est organisée par la Federación Deportiva Peruana de Hockey, l'instance dirigeante du hockey sur gazon au Pérou.
Le Pérou ne s'est jamais qualifié pour les Jeux olympiques, la Coupe du monde. En 2019, ils ont participé à leurs premiers Jeux panaméricains.

## Histoire dans les tournois

### Jeux panaméricains
- 2019 - 7e

### Coupe d'Amérique
- 2022 - Qualifiée

### Challenge d'Amérique
- 2015 -
- 2021 -

### Jeux sud-américains
- 2018 - 7e place

### Championnat d'Amérique du Sud
- 2003 - 5e place
- 2013 - 6e place
- 2016 - 5e place

### Ligue mondiale
- 2014-2015 - 19e place
- 2016-2017 - 23e place

### Hockey Series
- 2018-2019 - Open

### Jeux bolivariens
- 2013 -

## Composition

### Actuelle
La composition suivante du Pérou pour la Coupe d'Amérique 2022 à Santiago du 19 au 30 janvier 2022.
Entraîneur :  Patricio Martinez
| Numéro | Joueur               | Date de naissance | Âge | Sélections |
| ------ | -------------------- | ----------------- | --- | ---------- |
| 1      | Xiomara Bellina (GB) | 23 février 2002   | 19  | 5          |
| 3      | Solange Alonso       | 2 février 2001    | 20  | 16         |
| 4      | Samar Mubarak        | 26 août 2005      | 16  | 1          |
| 5      | Gretell Mejía        | 28 janvier 1994   | 27  | 23         |
| 6      | Alexandra Castro     | 22 août 2000      | 21  | 4          |
| 7      | Marina Montes        | 2 avril 1991      | 30  | 19         |
| 8      | Nicole Cueva         | 8 mars 1999       | 22  | 22         |
| 9      | Daniela Ramirez      | 9 janvier 1999    | 23  | 23         |
| 10     | Ana Moccagatta       | 17 juin 1997      | 24  | 29         |
| 11     | Camila Mendez (C)    | 30 juin 1997      | 24  | 36         |
| 12     | Paloma Larrañaga     | 26 août 2004      | 17  | 5          |
| 13     | María Jímenez        | 23 juin 2000      | 21  | 12         |
| 14     | Macarena Rodríguez   | 17 janvier 2006   | 16  | 0          |
| 15     | Victoria Montes      | 24 février 1996   | 25  | 18         |
| 16     | Fabiana Arnao        | 21 mai 2003       | 18  | 3          |
| 17     | Mikaela Tannert (GB) | 7 mai 2003        | 18  | 0          |